# Ljussik Artemjewna Lissinowa
Ljussik Artemjewna Lissinowa (russisch Люсик Артемьевна Лисинова; * 9. Mai 1897 in Tiflis; † 1. Novemberjul. / 14. November 1917greg. in Moskau) war eine russische Kommunistin.

## Leben
Lissinowa, eigentlich Lissinjanz, stammte aus einer armenischen Familie und wurde als Tochter des Kaufmanns zweiter Gilde Arutjun (Artemij) Nikogosjan Lissinjanz und seiner Ehefrau Ketjewan Sacahrjan in Tiflis geboren. Getauft wurde sie am 20. November desselben Jahres in der Vank-Kathedrale zu Tiflis. Die Familie wohnte in der Matinowskaja Str., Nr. 9.
1910 bis 1914 besuchte Ljussik das 1. Mädchen-Gymnasium zu Tiflis. Nach dem Abschluss gab sie Privatunterricht. Seit 1. August 1915 war sie als Mitarbeiterin der Abteilung Statistik des Kaukasischen Übersiedlungsrayons (Кавказский переселенческий район) tätig.
Sie studierte ab 1916 zwei Semester (zeitweilig als Gasthörerin, da sie das Sprachexamen rechtzeitig nicht ablegen konnte) am Moskauer Handelsinstitut. 1916 wurde sie Mitglied der Bolschewiki. In Moskau wohnte sie in der Bolschaja Dworjanskaja Str., Nr. 13, Apt. 20.
Nach der Februarrevolution 1917 war sie Vorsitzende des Sowjets im Stadtteil Samoskworetschje und gehörte dort zu den Organisatoren des Arbeiterjugendverbandes „III. Internationale“. Während der Oktoberrevolution war sie Kundschafterin beim Moskauer Revolutionären Militärkomitee. Am 14. November wurde sie bei der Erfüllung einer Aufgabe von einer feindlichen Kugel tödlich verwundet.
Ljussik Lissinowa wurde als eine der Ersten an der Kremlmauer beerdigt. 1922 benannte man eine Moskauer Straße nach ihr.

## Quelle
- Lexikon der Großen Sozialistischen Oktoberrevolution, Bibliographisches Institut Leipzig